# Michio Suzuki
Michio Suzuki (japansk: 鈴木 通夫 Suzuki Michio; 2. oktober 1926 – 31. maj 1998) var en japansk matematiker, som arbejdede inden for gruppeteori

## Biografi
Han var professor ved University of Illinois at Urbana-Champaign fra 1953 til hans død. Han var også ansat som gæsteprofessor ved University of Chicago (1960–61), Institute for Advanced Study (1962–63, 1968–69, forår 1981), University of Tokyo (forår 1971) og University of Padua (1994). Suzuki fik sin Ph.D i 1952 fra University of Tokyo på trods af at han var flyttet til USA det foregående år. Han var den første til at udfordre Feit–Thompson-sætningen.
En betydningsfuld bedrift var hans opdagelde i 1960 af Suzukigrupper, en uendelig familie af de eneste ikke-abeliske enkle grupper, hvis orden ikke er delelig med 3. Den mindste, af orden 29120, var den første enkle gruppe af orden mindre end 1 million, der er blevet opdaget siden Dicksons liste af 1900.
Han klassificerede flere klasser af enkle grupper af lille rang, inklusiv CIT-grupper og C-grupper og CA-grupper.
Han skrev flere lærebøger på japansk.

## Publikationer
- Suzuki, Michio, "A new type of simple groups of finite order", Proc. Natl. Acad. Sci. USA, Mathematics (46 (1960) udgave): 868-870
- Suzuki, Michio (1969), "A simple group of order 448,345,497,600",  i Brauer, R.; Sah, Chih-han (red.), Theory of Finite Groups (Symposium, Harvard Univ., Cambridge, Mass., 1968), Benjamin, New York, s. 113-119, MR0241527
- Suzuki, Michio (1982) [1977], Group theory. I, Grundlehren der Mathematischen Wissenschaften [Fundamental Principles of Mathematical Sciences], vol. 247, Berlin, New York: Springer-Verlag, ISBN 978-3-540-10915-0, MR648772
- Suzuki, Michio (1986) [1978], Group theory. II, Grundlehren der Mathematischen Wissenschaften [Fundamental Principles of Mathematical Sciences], vol. 248, Berlin, New York: Springer-Verlag, ISBN 978-0-387-10916-9, MR0501682